# Ubaide Alá ibne Idris
Ubaide Alá ibne Idris (Ubayd Allah ibn Idris) foi um nobre idríssida do século IX, filho e irmão dos califas Idris II (r. 808–828) e Maomé I (r. 828–836).

## Vida
Ubaide Alá era um dos filhos mais velhos de Idris II (r. 808–838) e irmão de 11 homens. Com a morte de Idris e ascensão de Maomé I em 828, por sugestão de sua avó Canza, Maomé cedeu aos irmãos partes do Califado Idríssida como seus apanágios; a Ubaide Alá, cedeu o sul com o país dos lantas e suas dependências.